# 呂宋
16°00′N 121°00′E / 16.000°N 121.000°E
呂宋是菲律賓最大的島，也是世界第15大島，面積109,965平方公里。呂宋島位於菲律賓北部，是首都馬尼拉的所在地。呂宋島在台灣南方，米沙鄢群島北方，南海東方，菲律宾海西方。《劍橋百科》介紹：「多海灣和近岸島嶼。西北部中央山脈的普洛格山（為最高點）。馬德雷山脈在島東北。島上最大的湖稱內湖……產穀物、甘蔗、木材、大麻、鉻鐵礦。旅遊業發達。」
呂宋同時也是菲律賓三大島嶼群之一，包括呂宋島，北部的巴坦群島和巴布延群島，南部的馬林杜克島、馬斯巴特島、卡坦端奈斯島、民都洛島和巴拉望島。吕宋政區面積138309平方公里。
呂宋也是中國史書對西班牙的古稱，而菲律賓的古稱则是小吕宋。

## 歷史
呂宋一直是一個王國，直至西班牙人到來。
菲律賓的西班牙人於1570年摧毀並於1571年佔領了馬尼拉城，統一了呂宋島，公告馬尼拉成為菲律賓群島的首府。此即菲律賓的西班牙統治呂宋的開始。
1898年美西戰爭，美國從西班牙手中獲得菲律賓，其中就包括呂宋島。第二次世界大戰時呂宋島被大日本帝國佔領。美國及菲律賓聯軍部署反攻，消滅了在呂宋的日本勢力。是次為呂宋島戰役。至1946年菲律賓獨立，呂宋島也為菲律賓共和國的一部分。

## 地理
呂宋島為世界第十五大島嶼，為首都馬尼拉和人口最多城市──奎松市之所在，菲律賓一半的人口居住於此。呂宋島是菲律賓群島之北部，西邊為南中国海，東為菲律賓海，北為呂宋海峽。
島上山脈甚多，包括了多個火山。大部分經過呂宋的熱帶氣旋受到地形破壞後，再繼續移向華南或越南一帶。

## 經濟
該島以馬尼拉大都會區與馬卡蒂作為主要的經濟和金融中心。主要公司如阿亞拉、快樂蜂、SM投資和菲商菲律賓首都銀行都集中在馬卡蒂的中心商業區、歐迪卡斯中心，以及博尼法西奧環球城。工業主要集中在馬尼拉市區周圍，而農業在島嶼的其他地區生產佔主導地位的作物，如水稻、香蕉、芒果、椰子、鳳梨、咖啡。其他部門包括畜牧業、旅遊業、採礦、釣魚。

## 圖片

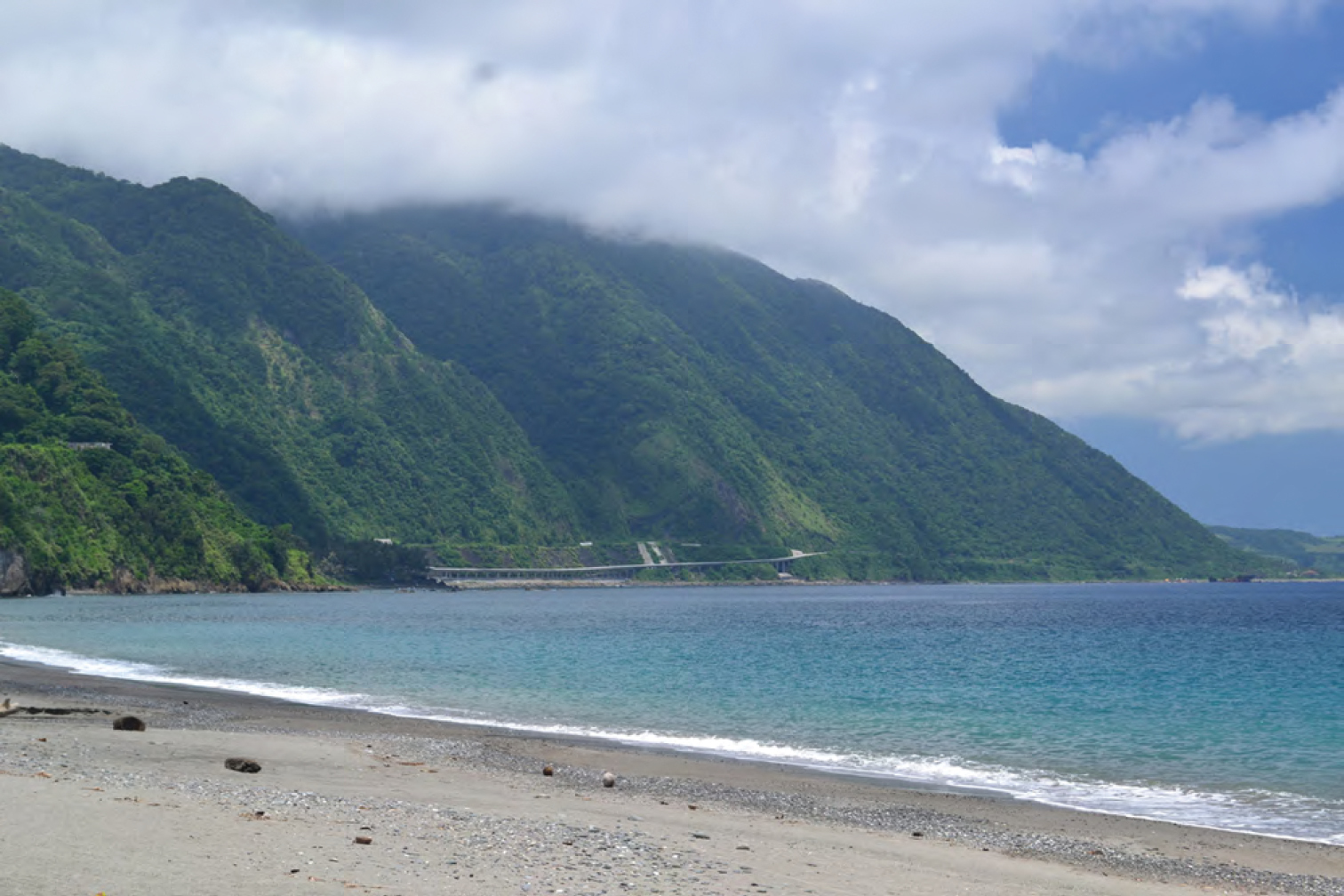
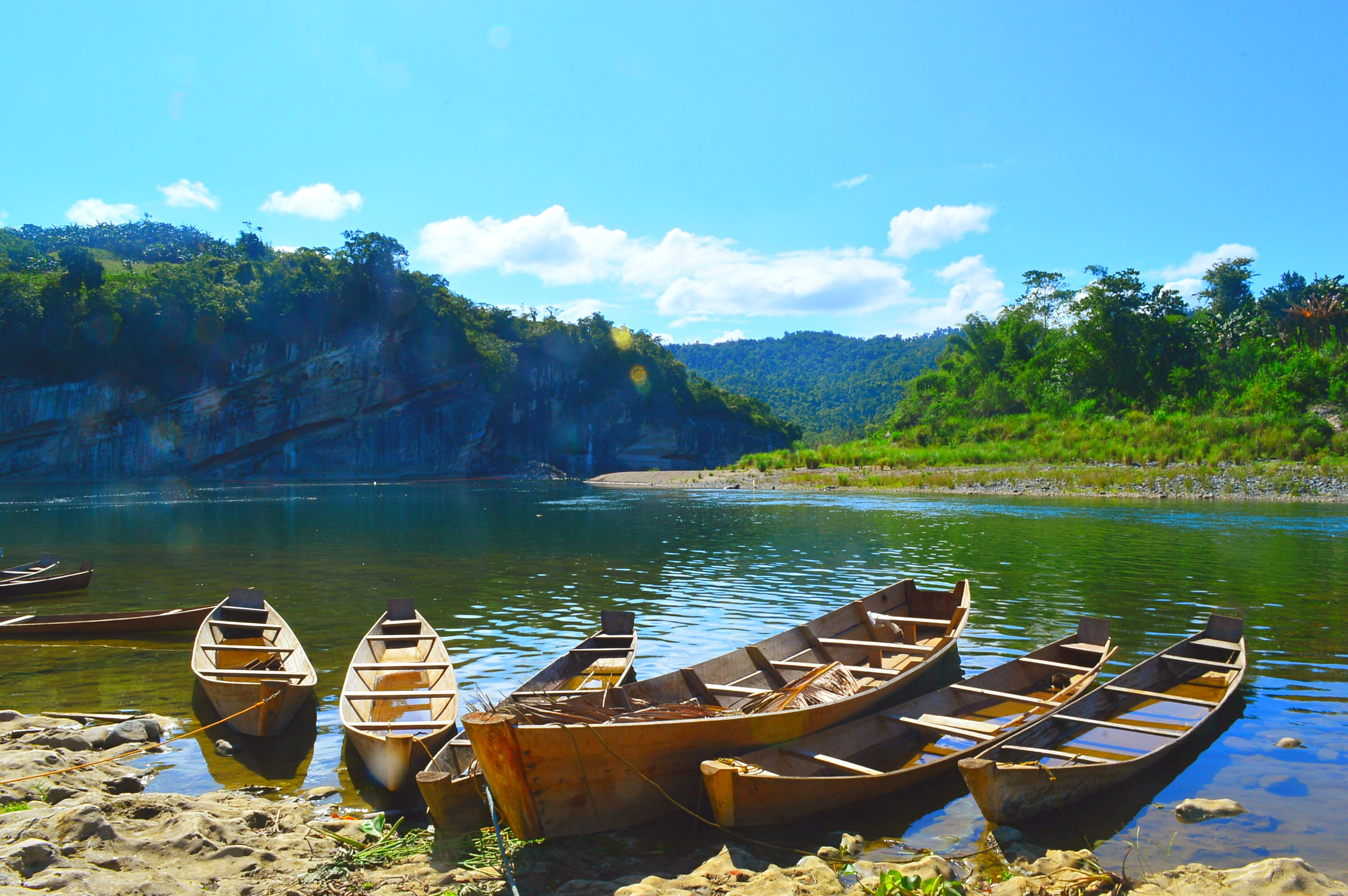

## 延伸阅读
[在维基数据编辑]
 《欽定古今圖書集成·方輿彙編·邊裔典·呂宋部》，出自陈梦雷《古今圖書集成》
 《明史卷三百二十三》，出自《明史》

## 外部連結
维基共享资源上的相關多媒體資源：呂宋